# Pleuricospora
Pleuricospora  (лат.) — род растений семейства Вересковые. Включает в себя один вид — Pleuricospora fimbriolata A.Gray.

## Ареал
Растения встречаются в США в штатах Калифорния, Орегон и Вашингтон. Встречаются также в Британской Колумбии.

## Биологическое описание
Мясистые микогетеротрофные травы с хрупкими корнями. Стебли от 3 до 12 см или отсутствуют.
Листья очередные, мелкие, не зелёные, чешуевидные или отсутствуют.
Соцветие — кисть, как правило, 6—10 см, желтовато-кремового цвета. В цветке 4 чашелистика, 4 (5) лепестков и обычно 8 тычинок.
Плод — ягода или подобная ягоде коробочка белого цвета; семена многочисленные, яйцевидные. Возможно, мелкие млекопитающие поедают плоды, которые близки к земле и, таким образом, вряд ли могут быть видны птицам.

## Экология
Растения встречаются в смешанных или хвойных лесах на высоте 150—2800 метров над уровнем моря.